# Henryk Wars
Henryk Wars, nascut Henryk Warszawski, després de 1947 Henry Vars (Varsòvia, 29 de desembre de 1902 – Los Angeles, 1 de setembre de 1977) fou un compositor polonès i estatunidenc, considerat un pioner del jazz a Polònia.

## Biografia
Provenia d'una família de músics: la seva germana era una cantant de la Scala, l'altra germana era pianista.
Entre els vuit i els dotze anys va viure amb els seus pares a França, on va estudiar a l'escola Art Nouveau. Després de tornar a Polònia, va assistir al gimnàs de la Terra Masovia, després va començar a estudiar dret a la Universitat de Varsòvia. Persuadit per Emil Młynarski, es va traslladar al Conservatori de Varsòvia, on es va graduar a la classe de Roman Statkowski. Com a estudiant, tocava el piano als cabarets, p. a Nowe Perskie Oko, també va dirigir l'orquestra a Morskie Oko.
Va treballar al segell discogràfic de gramòfon Syrena Rekord. Després va començar a compondre. La primera cançó escrita (1926) - New York Times, no va guanyar molta popularitat. El seu primer èxit va ser Let's Dance Tango (1929), i el programa Jazz for Two Pianos (1929/30) interpretat juntament amb Leon Boruński va gaudir d'una gran popularitat. Va ser el fundador del trio vocal Jazz Singers, format per: Eugeniusz Bodo, Tadeusz Olsza, Witold Roland. Va ser el director musical del segell Syrena Records. Va compondre composicions per a un total de 53 pel·lícules, entre elles Szpieg w masce, Manewry miłosne, per a la primera pel·lícula sonora polonesa - Na Sybir (1930). Es van fer molts cops. Va dirigir la banda Weseli Chłopcy. Va escriure cançons per a estrelles com Hanka Ordonówna, Eugeniusz Bodo, Adolf Dymsza, Zula Pogorzelska i molts altres.
A partir de 1939 va participar en la guerra, va ser fet presoner pels alemanys, d'on va escapar, i el 1940 va arribar a Lviv, on va fundar una big band polonesa. Durant l'ocupació soviètica de Kresy Wschodnie, va crear el conjunt "Tea-Jazz" afiliat a la Filharmònica de Lviv, amb el qual va fer una gira per Odessa, Voronezh, Kíev i Leningrad l'estiu de 1940. Durant aquest període, també va compondre la música de la pel·lícula de Mikhaïl Romm El somni (Мечта, 1941). Juntament amb l'exèrcit del general Anders, va viatjar per Iran, Orient Mitjà i Itàlia.
Després de la desmobilització, es va establir a Los Angeles, EUA. Allà, després d'un període inicialment desfavorable, l'any 1954 va començar a treballar amb productors de cinema de Hollywood. El 1963, va escriure la música de la pel·lícula Flipper, projectada a Polònia sota el títol El meu amic el dofí. Les seves cançons eren cantades per Bing Crosby i Doris Day.
Després de la guerra, Wars també va compondre obres simfòniques: un concert per a piano d'un sol moviment, una simfonia o "Urban Sketches". Només es van descobrir a la dècada de 1990. L'any 2017, la ràdio polonesa i el Centre Nacional de Cultura van publicar un àlbum que recull aquestes cançons interpretades per l'orquestra de la ràdio polonesa i el pianista Piotr Orzechowski.

## Cançons
- Just play it for me (lletra Jerzy Jurandot, de la pel·lícula Bolek i Lolek, interpretada per Adolf Dymsza)
- Tinc un glop, i tinc una paparra (text: Emanuel Szlechter, intèrpret: Adolf Dymsza)
- Ach, how nice (text: Ludwik Starski, pel·lícula: Forgotten Melody, 1938, intèrprets: Adam Aston, també Irena Santor)
- Ah, dorm, mel (text: Ludwik Starski, pel·lícula: Paweł i Gaweł, 1938, intèrprets: Eugeniusz Bodo i Adolf Dymsza)
- Ah, queda (paraules d'Emanuel Szlechter i Ludwik Starski, tango de la pel·lícula Robert i Bertrand)
- Mejorarà (text: Emanuel Szlechter, pel·lícula: Serà millor, 1936)
- Què faré per complaure't? (text: Jerzy Jurandot, pel·lícula Papa się marries, 1936, interpretada per Zbigniew Rakowiecki i Lidia Wysocka)
- Què et passa, Florek, on estàs el teu estat d'ànim? (lletra de Jerzy Jurandot, pel·lícula Niedoradjda, 1937, interpretada per Adolf Dymsza)
- Ella va fer alguna cosa al meu cor (text: Emanuel Szlechter, pel·lícula: Serà millor, 1936, intèrpret: Zbigniew Rakowiecki)
- Vull ser blanc per a tu (text: Emanuel Szlechter, Konrad Tom, pel·lícula: "Czarna Perła", 1934, intèrprets: Reri i Eugeniusz Bodo)
- Bona nit, acluca els ulls (també com a Cançó de bressol Tońka, text: Emanuel Szlechter, pel·lícula: Włódęgi, 1939, intèrprets: Szczepko i Tońko)
- Ewelina (text: Jerzy Jurandot, pel·lícula Papa się marries, 1936, intèrpret: Mira Zimińska-Sygietyńska)
- Com t'agrada aquest senyor (text: Andrzej Włast, intèrpret: Krystyna Paczewska)
- Que difícil és oblidar (lletra de Jerzy Jurandot, romanç gitano de la pel·lícula "Maniobres amoroses" del 1935)
- Com en els vells temps (text: Andrzej Włast o Jerzy Jurandot, intèrpret: Stefan Witas)
- No em puc amagar més (text: Jerzy Jurandot, pel·lícula: The Minister is dancing, 1937, intèrprets: Tola Mankiewiczówna i Aleksander Żabczyński)
- No m'oblidarás más (lletra de Ludwik Starski, pel·lícula: Forgotten Melody, 1938, intèrpret: Aleksander Żabczyński; també al repertori d'Anny Dereszowska)[7]
- Sóc un bastard tan fred (text: Jerzy Nel i Ludwik Starski, pel·lícula: Pieśniarz Warszawy, 1934, intèrpret: Eugeniusz Bodo)
- Loves, likes, respects (text: Konrad Tom, Emanuel Szlechter, pel·lícula: Loves, likes, respects, intèrprets: Mieczysław Fogg, també Irena Santor)
- M'encanta (text: J. Roland, pel·lícula: Herois sense nom, 1931)
- Lim-pam-pom (lletra de Jerzy Jurandot, de la pel·lícula Kłamstwo Krystyna 1939, interpretada per Loda Halama)
- Little Jenny (text: J. Roland, pel·lícula: The voice of the desert, 1932, intèrpret: Mieczysław Fogg)
- L'amor us ho perdonarà tot (text: Julian Tuwim, pel·lícula: The Spy in the Mask, 1933, intèrpret: [ [Hanka Ordonówna] ])
- We two, obacwaj (text: Emanuel Szlechter, pel·lícula: Serà millor, 1936, interpretat per: Szczepko i Tońko)
- En honor a la joventut (text: Ludwik Starski, pel·lícula: Sportowiec involuntàriament, 1939)
- Al primer senyal (text: Julian Tuwim, pel·lícula: The Spy in the Mask, 1933, intèrpret: Hanka Ordonówna)
- New York Times (a partir de 1928, intèrprets: Tadeusz Olsza i Eugeniusz Koszutski)
- No sé res de tu (text: Konrad Tom i Emanuel Szlechter, pel·lícula: Włódęgi, 1939, intèrprets: Andrzej Bogucki i Zbigniew Rakowiecki)
- Nothing like that (text: Marian Hemar, pel·lícula: ABC Love, 1935, intèrprets: Kazimierz Krukowski i Adolf Dymsza)
- O, Key (text: Konrad Tom i Emanuel Szlechter, pel·lícula: Is Lucyna a girl?, 1934, intèrprets: Eugeniusz Bodo i Jadwiga Smosarska)
- No tornarà (lletra d'Andrzej Włast, interpretada per Chór Dana, també Monika Ambroziak i Anna Dereszowska)
- Panie Janie (estil jazz) (text: Ludwik Starski, pel·lícula: Forgotten Melody, 1938)
- Cançó sobre un cor perdut (text: Artur Maria Swinarski, pel·lícula: Pan minister i dessous, intèrpret: Hanka Ordonówna)
- Flaming hearts (text: Marian Hemar, pel·lícula: To Sybir, 1930, intèrpret: Tadeusz Faliszewski)
- Les reformes de la Sra. Ministra (text: Jerzy Jurandot, pel·lícula: Mrs. Minister is dancing, 1937, intèrpret: Tola Mankiewiczówna)
- El cor de Batiar (text: Emanuel Szlechter, pel·lícula: El cor de Batiar, 1939)
- Sexapil (text: Emanuel Szlechter, pel·lícula: Pietro a dalt, 1937, intèrpret: Eugeniusz Bodo)
- La felicitat somriu una vegada (text: Julian Tuwim, pel·lícula: Pan minister i dessous, intèrpret: Hanka Ordonówna)
- És tan encantador per a mi (text: Jerzy Jurandot, pel·lícula: The Minister Dances, 1937, intèrprets: Tola Mankiewiczówna i Aleksander Żabczyński)
- Tant d'amor (text: Konrad Tom, pel·lícula: His Excellency Shopkeeper, 1933, intèrpret: Eugeniusz Bodo)
- Només tu (text: Aleksander Jellyn)[8]
- Lwów és un del món, conegut popularment com "Només a Lwów" (text: Emanuel Szlechter, pel·lícula: Włódęgi, 1939, intèrprets: Kazimierz Wajda (Szczepcio) i Henryk Vogelfänger (Tońko)
- Només amb tu i per a tu (text: Ludwik Starski i Jerzy Nel, pel·lícula: Pieśniarz Warszawy, 1934, intèrpret: Eugeniusz Bodo)
- Vaig fer una cita amb ella a les nou (text: Emanuel Szlechter, pel·lícula: One Floor, 1937, intèrpret: Eugeniusz Bodo)
- In Hawaiian Night (text: Konrad Tom i Emanuel Szlechter, pel·lícula: Black Pearl, intèrprets: Eugeniusz Bodo, també Irena Santor)
- Un lladre enamorat (text: Emanuel Szlechter i Ludwik Starski)
- T'oblidaràs de mi (text: Andrzej Włast, intèrpret: Tadeusz Faliszewski)
- Ballem el tango (text: Andrzej Włast)
- Golden Italian (text: Konrad Tom, pel·lícula: His Excellency, 1933, intèrpret: Eugeniusz Bodo)
- Do it like this (text: Ludwik Starski i Jerzy Nel, pel·lícula: Pieśniarz Warszawy, intèrpret: Eugeniusz Bodo)